# Karl Twesten
Karl Twesten (né le 22 avril 1820 à Kiel et mort le 14 octobre 1870 à Berlin) est un homme politique et avocat prussien.

## Biographie
Johann Friedrich Karl Twesten est le second enfant et fils unique du théologien August Twesten (de) et de son épouse Tine née Behrens. Il étudie le droit aux universités de Berlin et d'Heidelberg. Après diverses fonctions judiciaires, il devient juge municipal à Berlin en 1855.
En 1861, il publie le pamphlet politique Was uns noch retten kann, dans lequel il qualifie le général prussien Edwin von Manteuffel, considéré comme réactionnaire, d'« homme désastreux dans une position désastreuse ». Manteuffel le défie alors en duel, au cours duquel Twesten est blessé (son bras droit reçoit une balle). Twesten et Manteuffel sont ensuite condamnés à trois mois de prison pour duels illégaux. La même année, il fonde avec d'autres le Parti progressiste allemand, pour lequel il siège à la Chambre des représentants de Prusse depuis 1862. En raison d'insultes calomnieuses dans l'un de ses discours parlementaires, le sensationnel « procès Twesten » a lieu en 1866, qui conduit finalement à la démission de Twesten du service judiciaire.
Bien qu'il soit initialement en conflit constitutionnel contre la théorie de l'écart du roi Guillaume Ier et d'Otto von Bismarck, il soutient en 1866 le projet de loi sur l'indemnisation (de) et défend la guerre austro-prussienne. La même année, il fonde le Groupe national-libéral à la Chambre des représentants avec Eduard Lasker et Hans Victor von Unruh. En 1867, il devient député du Reichstag de la Confédération de l'Allemagne du Nord. En tant que député, il représente la 11e circonscription de Breslau (Reichenbach-Neurode) jusqu'à sa mort.
Karl Twesten décèdr à Berlin en 1870 à l'âge de 50 ans. L'inhumation a lieu dans le lieu de sépulture héréditaire de la famille Twesten, au cimetière de la Trinité I devant la porte de Halle. Ses parents August (1789-1876) et Catharina Amalia Margarethe Twesten née Behrens (1795–1878) y trouve plus tard leur dernière demeure. Sur le mur funéraire en briques plâtrées à six axes, des plaques de marbre commémorent les membres de la famille enterrés ici.

## Publications
- Woran uns gelegen ist (1859)
- Schiller in seinem Verhältniß zur Wissenschaft (1863)
- Der preussische Beamtenstaat (1866)
- Die Zeit Ludwig's XIV. : Vortrag gehalten im Berliner Handwerker-Verein. Lüderitz, Berlin 1871 (Digitalisat)